# Europejskie Igrzyska Halowe w Lekkoatletyce 1968 – bieg na 400 m kobiet
Bieg na 400 metrów kobiet – jedna z konkurencji biegowych rozgrywanych podczas lekkoatletycznych europejskich igrzysk halowych w hali Palacio de Deportes w Madrycie. Eliminacje i bieg finałowy zostały rozegrane 9 marca 1968. Zwyciężyła reprezentantka Związku Radzieckiego Natalja Pieczonkina. Tytułu z poprzednich igrzysk nie broniła Karin Wallgren ze Szwecji.

## Rezultaty

### Eliminacje
Rozegrano 2 biegi eliminacyjne, do których przystąpiło 7 biegaczek. Awans do finału dawało zajęcie jednego z dwóch pierwszych miejsce w swoim biegu (Q).
Opracowano na podstawie materiału źródłowego.
Bieg 1
| Miejsce | Zawodniczka       | Czas  | Uwagi |
| ------- | ----------------- | ----- | ----- |
| 1       | Gisela Köpke      | 56,38 | Q,    |
| 2       | Tatjana Arnautowa | 56,4  | Q     |
| 3       | Rita Kühne        | 57,3  |       |

Bieg 2
| Miejsce | Zawodniczka         | Czas  | Uwagi |
| ------- | ------------------- | ----- | ----- |
| 1       | Natalja Pieczonkina | 55,87 | Q,    |
| 2       | Ika Maričić         | 56,4  | Q     |
| 3       | Libuše Macounová    | 56,7  |       |
| 4       | Josefina Salgado    | 58,1  |       |

### Finał
Opracowano na podstawie materiału źródłowego.
| Miejsce | Zawodniczka         | Czas  | Uwagi |
| ------- | ------------------- | ----- | ----- |
| 1       | Natalja Pieczonkina | 55,24 | WR    |
| 2       | Gisela Köpke        | 56,2  |       |
| 3       | Tatjana Arnautowa   | 56,3  |       |
| 4       | Ika Maričić         | 56,5  |       |